# Rob Cohen
Robert Alan Cohen (nascut el 12 de març de 1949) és un director i productor nord-americà de cinema i televisió. Començant la seva carrera com a productor executiu a 20th Century Fox, Cohen va produir i desenvolupar nombrosos programes de cinema i televisió d'alt perfil, com El mag, Les bruixes d'Eastwick, i L'estrella del rock fins que va començar a centrar-se en la direcció a temps complet a la dècada de 1990. Va dirigir les pel·lícules d'acció The Fast and the Furious i Triple X.

## Primers anys i carrera
Robert Alan Cohen va néixer a Nova York, fill d'Irwin i Beatrice Franz Cohen. El 1967 es va graduar a la Newburgh Free Academy a Newburgh (Nova York), on va ser president del club de drama Punchinello, membre de l'equip de golf JV, editor de la revista literària Colonnade i membre de la National Honor Society. Va estudiar a la Universitat Harvard i es va graduar magna cum laude a la promoció de 1971, després de transferir-se de l'Amherst College després de dos anys concentrant-se en un enfocament transversal entre l'antropologia i els estudis visuals. El seu primer esforç en la realització de cinema va ser una pel·lícula de reclutament per encàrrec per a l'Oficina d'Admissions de Harvard el 1970, que es va convertir en la seva tesi sènior. És jueu.
Quan es va graduar, Cohen es va dirigir immediatament a Los Angeles per treballar com a guionista per a Martin Jurow però aviat es va trobar a l'atur quan el productor es va traslladar fora de l'estat.
Després d'una estada de sis mesos com a noi de gossera a l'Harvey Animal Hospital de West Hollywood, Cohen va aconseguir una feina com a lector per al llavors agent Mike Medavoy. Sis setmanes després del seu mandat a l'International Famous Agency (ara part d'ICM), es va distingir per descobrir un guió no anunciat que va trobar en un munt de guions descuidats. Reconeixent la seva qualitat, comercialitat i singularitat, Cohen va escriure en la seva cobertura que era "el gran guió estatunidenc i això farà una pel·lícula premiada, de gran repartiment i de gran director". Va defensar la peça sense descans, amb la seva pròpia feina en joc, ja que Medavoy va dir que intentaria vendre-la amb aquesta recomanació, però va prometre acomiadar Cohen si no podia. Universal la va comprar aquella tarda per un preu rècord, i es va convertir en la pel·lícula guanyadora de l'Oscar El cop (1973). Cohen encara manté la cobertura emmarcada a la paret del seu despatx, ja que això li va donar la seva primera identitat a Hollywood: "el noi que va trobar El cop.

## Carrera cinematogràfica

### Productor
Amb una carrera al cinema i la televisió de més de 40 anys, Cohen s'ha distingit com un famós guionista, productor i director. El 1973, 20th Century Fox Television va contractar Cohen com a cap de programació actual per ajudar, entre altres programes, el primer any de l'èxit èpic,  MASH. Desitjós d'empènyer Fox a una "forma llarga", Cohen va trucar al cap de l'ABC i es va presentar com "el cap de pel·lícules de televisió de Fox". Barry Diller li va donar una reunió on va vendre dues pel·lícules de televisió al moment, propietats que havia trobat en els voluminosos llibres de propietats no produïdes de Fox. Una setmana més tard, va duplicar la gesta a CBS sota Philip Barry. El president de Fox, William Edwin Self, no estava content que un empleat júnior hagués aconseguit aquests compromisos sense permís, però a contracor va donar a Cohen el títol de vicepresident de telefilms.
Diller va recomanar Cohen al seu amic empresari, compositor, productor i fundador de discogràfica Berry Gordy que buscava portar la seva empresa Motown al negoci del cinema. Ell i Gordy van connectar i el van contractar per ser el vicepresident executiu i cap de la divisió cinematogràfica de Motown.
Cohen es va posar a treballar i va desenvolupar la primera pel·lícula de Motown a partir de la seva pròpia idea sobre el fenomen creixent dels súper models afroamericans que va sentir que era perfecte per a l'estrella de Motown Diana Ross. Va vendre el paquet a Paramount i el 1974, les càmeres van rodar Mahogany a Chicago i Roma. Al mateix temps, va desenvolupar una pel·lícula única de la novel·la de Bill Brashler The Bingo Long Traveling All-Stars & Motor Kings (1976) protagonitzada per Billy Dee Williams, James Earl Jones i Richard Pryor. Per dirigir, va contractar un director de televisió aleshores desconegut John Badham per debutar en un llargmetratge, un èxit crític ambientat a la Negro National League (1920–1931) dels anys trenta (vint anys més tard, ell i Badham s’associarien de nou per fer una sèrie de pel·lícules d'èxit a Universal Studios).
Després de marxar de Motown el 1978, Cohen va passar a produir i dirigir pel·lícules i sèries de televisió, com ara Miami Vice, L'estrella del rock, Les bruixes d'Eastwick, Espina de ferro, i El mag.
El 8 d'octubre de 1986, Rob Cohen va ser elegit vicepresident de Keith Barish Productions, que produïa llargmetratges en un pacte amb Tri-Star Pictures, i anteriorment va exercir com a president de l'estudi de cinema.

### Director
A partir de 1990, Cohen va passar a la direcció a temps complet. Hi va haver molt d'èxit amb pel·lícules de principis dels anys 90 com ara Dragon: The Bruce Lee Story, Dragonheart, Daylight i la pel·lícula guanyadora del premi Globus d'Or The Rat Pack.
Als 52 anys, Cohen s'havia convertit en director d'acció, dirigint la pel·lícula de 2001 The Fast and the Furious. La pel·lícula va ser un èxit, amb una recaptació 40 milions de dòlars el seu primer cap de setmana, protagonitzada pels relativament desconeguts Paul Walker i Vin Diesel.
Amb l'èxit de The Fast and the Furious, Cohen es va associar de nou amb Diesel l'any següent per dirigir Triple X.
Després va dirigir la pel·lícula d'acció de ciència-ficció Stealth: L'amenaça invisible (2005), que va ser un fracàs comercial.
El 2008, va dirigir la tercera entrega de La mòmia, La mòmia: La tomba de l'emperador drac, amb una recaptació de 403 milions de dòlars arreu del món, i va dirigir per Blumhouse Productions The Boy Next Door protagonitzada per Jennifer Lopez el 2015.
Cohen també és director d'anuncis publicitaris, a Original Film, després d'haver realitzat més de 150 anuncis de televisió per a productes com ara Disney Star Wars, Verizon, Ford, GM, Mercedes, Chevy, Saab i Burger King entre molts altres.

## Denúncies d'abús sexual
El 21 de febrer de 2019, la filla de Cohen, Valkyrie Weather, va acusar Cohen d'haver-la agredit sexualment quan era petita, així com d'haver agredit sexualment a una altra dona. Weather va afirmar, a més, que Cohen l'havia portat a visitar treballadores sexuals a Tailàndia i la República Txeca quan tenia 12 anys. Tot i que Cohen va negar categòricament aquestes afirmacions en una declaració posterior, Dianna Mitzner, l'antiga dona de Cohen i mare de Weather, va confirmar que havia presenciat almenys un incident d'agressió sexual contra Weather quan era petita. HuffPost va publicar una altra denúncia d'agressió sexual el 28 de setembre de 2019. L'advocat de Cohen va negar cap mala conducta.
El 24 de gener de 2021, l'actriu Asia Argento va al·legar que Cohen la va drogar amb àcid 4-hidroxibutanoic i la va violar durant el rodatge de Triple X. Un representant de Cohen va negar l'acusació d'agressió d'Argento com a "absolutament falsa".

## Filmografia

### Pel·lícules
| Any  | Títol                                  | Director | Guionista | Notes                                                        |
| ---- | -------------------------------------- | -------- | --------- | ------------------------------------------------------------ |
| 1980 | A Small Circle of Friends              | Sí       | No        |                                                              |
| 1984 | Scandalous                             | Sí       | Sí        |                                                              |
| 1993 | Dragon: The Bruce Lee Story            | Sí       | Sí        |                                                              |
| 1996 | Dragonheart                            | Sí       | No        | Nominada – Premi a la millor pel·lícula (Festival de Sitges) |
| 1996 | Daylight                               | Sí       | No        |                                                              |
| 1998 | The Rat Pack                           | Sí       | No        | Nominada – Premi DGA a la Direcció destacada                 |
| 2000 | The skulls. Societat secreta           | Sí       | No        |                                                              |
| 2001 | The Fast and the Furious               | Sí       | No        |                                                              |
| 2002 | Triple X                               | Sí       | No        |                                                              |
| 2002 | Tales from the Crypt: Ritual           | No       | Sí        |                                                              |
| 2005 | Stealth: L'amenaça invisible           | Sí       | No        |                                                              |
| 2008 | La mòmia: La tomba de l'emperador drac | Sí       | No        |                                                              |
| 2012 | La ment de l'assassí                   | Sí       | No        |                                                              |
| 2015 | The Boy Next Door                      | Sí       | No        |                                                              |
| 2018 | The Hurricane Heist                    | Sí       | No        |                                                              |

Productor
| Any  | Títol                                            | Director        | Notes                           |
| ---- | ------------------------------------------------ | --------------- | ------------------------------- |
| 1975 | Mahogany                                         | Berry Gordy     |                                 |
| 1976 | The Bingo Long Traveling All-Stars & Motor Kings | John Badham     |                                 |
| 1978 | Gràcies a Déu, ja és divendres                   | Robert Klane    |                                 |
| 1978 | Almost Summer                                    | Martin Davidson |                                 |
| 1978 | El mag                                           | Sidney Lumet    |                                 |
| 1985 | La llegenda de Billie Jean                       | Matthew Robbins | També director de segona unitat |
| 1987 | L'estrella del rock                              | Paul Schrader   |                                 |
| 1990 | Bird on a Wire                                   | John Badham     | també director de segona unitat |
| 1991 | The Hard Way                                     | John Badham     | també director de segona unitat |

Productor executiu
| Any  | Títol                       | Director            | Notes                           |
| ---- | --------------------------- | ------------------- | ------------------------------- |
| 1977 | Scott Joplin                | Jeremy Kagan        |                                 |
| 1984 | El tall de la navalla       | John Byrum          |                                 |
| 1987 | Les bruixes d'Eastwick      | George Miller       |                                 |
| 1987 | La brigada antimonstres     | Fred Dekker         |                                 |
| 1987 | Espina de ferro             | Héctor Babenco      |                                 |
| 1987 | Perseguit                   | Paul Michael Glaser |                                 |
| 1988 | The Serpent and the Rainbow | Wes Craven          | també director de segona unitat |
| 1989 | Disorganized Crime          | Jim Kouf            |                                 |
| 2005 | XXX: Estat d'emergència     | Lee Tamahori        |                                 |
| 2015 | Ghoul                       | Petr Jákl           |                                 |

### Televisió
| Any  | Títol                                    | Director | Guionista | Productor executiu | Notes                                                       |
| ---- | ---------------------------------------- | -------- | --------- | ------------------ | ----------------------------------------------------------- |
| 1979 | Amateur Night at the Dixie Bar and Grill | No       | No        | Sí                 |                                                             |
| 1984 | Miami Vice                               | Sí       | No        | No                 | 3 episodis                                                  |
| 1987 | Hooperman                                | Sí       | No        | No                 | Episodi: "Look Homeward, Dirtbag"                           |
| 1987 | Private Eye                              | Sí       | No        | No                 | 4 episodis                                                  |
| 1987 | A Year in the Life                       | Sí       | No        | No                 | Episodi: "While Someone Else Is Eating or Opening a Window" |
| 1987 | Thirtysomething                          | Sí       | No        | No                 | 2 episodis                                                  |
| 1988 | Almost Grown                             | Sí       | No        | No                 | 4 episodis                                                  |
| 1990 | Nasty Boys                               | Sí       | No        | No                 | Episodi: "Fire and Ice"                                     |
| 1991 | The Antagonists                          | Sí       | No        | No                 | Episodi: "Pilot"                                            |
| 1991 | Eddie Dodd                               | Sí       | No        | No                 | Episodi: "Love and Death"                                   |
| 1994 | Vanishing Son                            | No       | Sí        | Sí                 | Creador                                                     |
| 2004 | The Last Ride                            | No       | Història  | Sí                 |                                                             |
| 2014 | Topless Prophet                          | No       | Sí        | Sí                 |                                                             |

### Vídeos musicals
- Rammstein per "Feuer frei!" (2002)